# 2019年國家聯盟外卡晉級賽
2019年國家聯盟外卡晉級賽（2019 National League Wild Card Game），是由東區冠軍亞特蘭大勇士、中區冠軍聖路易紅雀、西區冠軍洛杉磯道奇以外的球隊進行排名，以勝率前兩名的球隊獲得外卡資格，兩隊將會進行1場比賽，獲勝的球隊可以晉級國家聯盟分區賽，其中兩隊以勝率較高的球隊獲得主場優勢，如果兩隊的勝率相同，則以兩隊球季比賽獲得優勢的球隊擁有主場優勢。比賽於美國時間10月1日晚上8點開始。

## 背景
這場外卡戰獲勝的隊伍，就能晉級國聯分區賽，對手為國聯第1種子洛杉磯道奇。
第1張外卡持有者華盛頓國民的戰績為93W69L，第2張外卡持有者密爾瓦基釀酒人的戰績為89W73L。雙方本季對戰6場，5月釀酒人在主場3連戰橫掃國民，8月國民在主場3連戰取得2W1L的勝利，因此釀酒人得到4W2L的對戰優勢，而且6戰總和釀酒人拿下42分，國民38分。
今年是國民隊史上第1張外卡，同時也是第1次在家裡打外卡割喉戰，但在本戰之前國民從來沒在一戰定生死中感受到主場優勢，分別在2012、2016和2017的國家聯盟分區賽G5輸給紅雀、道奇和芝加哥小熊。
巧合的是，今年是釀酒人隊史第2張外卡，但也和國民一樣，第1次打外卡割喉戰。上1次以外卡身分前進季後賽要追溯到2008年，酒鬼們靠著CC Sabathia神勇表現，在最後關頭擠上季後賽列車，但在國聯分區賽成為該年世界大賽冠軍費城費城人的手下敗將。雖然陣中大將Christian Yelich提前報銷，釀酒人硬是複製了去年球季尾聲的高潮，不但幹掉小熊，更一度威脅到紅雀的領先地位，只可惜最後1個系列戰被科羅拉多洛磯掃地出門，加上紅雀最終戰以主場9：0痛擊小熊，衛冕國中冠軍夢碎。
這場外卡割喉戰，釀酒人希望本季11W3L，ERA3.62的Brandon Woodruff能為近況低迷的球隊踩住煞車；國民則是交給本季11W7L，ERA2.92的Max Scherzer把關，但他在本戰之前的季後賽登板，國民都還沒贏過。

## 比賽結果
國民球場，華盛頓特區
| 密爾瓦基釀酒人 | 2 | 1 | 0 | 0 | 0 | 0 | 0 | 0 | 0 | 3 | 7 | 2 |
| 華盛頓國民 | 0 | 0 | 1 | 0 | 0 | 0 | 0 | 3 | X | 4 | 5 | 0 |
| 勝投： 史蒂芬·史崔斯伯格 (1–0) 敗投： 賈許·海德 (0–1) 救援成功： Daniel Hudson (1) 全壘打： 釀酒人：亞斯曼尼·葛蘭多 (1上，2分)、艾瑞克·譚姆斯 (2上，1分) 國民：崔亞·特納 (3下，1分) |   |   |   |   |   |   |   |   |   |   |   |   |

### 比賽經過
儘管近況低迷，釀酒人來到被主場魔咒困擾的國民家裡，還是展現出9月狂徒本色。1上Trent Grisham選到保送後，Yasmani Grandal抓第1球出手，就是1發2分炮，2上艾瑞克·譚姆斯再補上一碗支陽春砲，早早拉出3：0的領先。Max Scherzer主投5局被打出4支安打（含2轟），6K，3BB，3分都是他的責失分。
不過度過前面的亂流後，國民投手群成功踩住煞車，接著就是等待隊友火力甦醒。3下崔亞·特納終於用陽春炮幫國民打破鴨蛋。Brandon Woodruff主投4局被打出2安，就丟這麼1分，另外帶3K。
從5下開始釀酒人的牛棚傾巢而出，Brent Suter主投1局挨1安，Drew Pomeranz2局2K，但都沒有掉分；國民也在6上就請出史蒂芬·史崔斯伯格接力，6上～8上送出4K只被敲出2安。
8下釀酒人終結者Josh Hader打卡上班，但國民終於感受到主場的溫暖了。1出局時Michael A. Tayler挨球吻，2出局後Ryan Zimmerman打出安打，打點王Anthony Rendon獲得保送擠成滿壘，輪到Juan Soto打擊，他打出2分打點右外野平飛安打，加上Trent Grisham發生要命失誤，讓代表超前分的一壘跑者跑回來，但Juan Soto死在二、三壘。雖然國民8下的第3分不是Josh Hader自責分，傷害已經造成了。
9上輪到國民押出Daniel Hudson關門，雖然Lorenzo Cain不放棄，在1出局敲出個人單場首安，Daniel Hudson還是抓下了最後2個出局數。國民終場以4：3完成大逆轉，也算是突破主場殊死戰魔咒。他們的下一站，是道奇坐鎮的洛杉磯。